# Dumerils Querzahnmolch
Dumerils Querzahnmolch oder Pátzcuarosee-Querzahnmolch (Ambystoma dumerilii), in Mexiko als Achoque bezeichnet, ist ein aquatil lebender mexikanischer Schwanzlurch aus der Familie der Querzahnmolche (Ambystomatidae), der natürlicherweise nur als Dauerlarve auftritt. Dumerils Querzahnmolch erreicht die Geschlechtsreife, ohne seine äußere Larvengestalt zu verändern und eine bei Amphibien sonst übliche Metamorphose zu durchlaufen.

## Name
Der wissenschaftliche Name der Gattung Ambystoma verweist auf die Anordnung der Gaumenzähne in Querreihen. Der Artname ehrt den französischen Zoologen André Marie Constant Duméril.
Synonyme: Amblystoma dumerili (Cope, 1889); Bathysiredon dumerilii (Dunn, 1939); Bathysiredon dumerilii ssp. queretarensis (Maldonado-Koerdell, 1948); Siredon dumerilii (Dugès, 1870).

## Lebensraum
Dumerils Querzahnmolch ist endemisch im Pátzcuaro-See, einem Gebirgssee (1920 m über dem Meer) im mexikanischen Bundesstaat Michoacán. In den Mesas im Zentrum von Mexiko gibt es mehrere isolierte Arten der Gattung Ambystoma. Man hat vermutet, dass weiter im Landesinneren, in San Juan del Río im Bundesstaat Querétaro, eine Unterart lebt, was aber aufgrund der aquatischen Lebensweise sehr zweifelhaft ist. Es gibt eine Zucht in der Basilika von Pátzcuaro, wo der Salamander zur Herstellung von Medizin gezüchtet wird.

## Merkmale
Dumerils Querzahnmolch erreicht eine mittlere Größe (bis 30 cm, ausnahmsweise auch 35 cm). Es handelt sich um plumpe, kräftige, breitköpfige Salamander mit einem durch Rippenfurchen segmentierten Rumpf. Ausgewachsene Tiere behalten das Larvenstadium das ganze Leben lang bei (Neotenie). Sie weisen stark verzweigte äußere Kiemenbüschel, einen seitlich abgeplatteten langen Schwanz und eine stromlinienförmige Körperform auf. Der mächtige Kopf ist abgeflacht. Die Grundfarbe der Salamander ist graubraun, sie kann aber auch etwas ins Rötliche gehen. Die Kiemenbüschel sind auffallend violett. Die Fußsohlen von Wildtieren sind so wie die Zehenspitze schokoladenbraun. Diese dunkelbraunen Farbelemente gingen bei der Zucht in der Basilika von Pátzcuaro jedoch verloren. Die Oberseite des Kopfes und des Körpers sind mit Drüsen übersät, die ein milchiges Sekret absondern können. Dieses Sekret verleiht dem Molch einen bitteren Geschmack.

## Verhalten
Dumerils Querzahnmolche sind in der Lage, lebende Nahrung durch blitzschnelles Aufreißen des Maules einzusaugen. Die Salamander zeigen eine sehr kurze Reaktionszeit und können implosionsartig gesunde, lebende Fische in ihr Maul befördern. In freier Wildbahn dienen Zwergkrebse (Cambarellus patzcuarensis) als Hauptnahrung. Zusätzlich werden sehr gerne Insektenlarven und Würmer verzehrt. In Gefangenschaft erweist sich A. dumerilii als sehr gefräßig.
Die Eiablage erfolgt in den Wintermonaten, in denen die Wassertemperatur des Pátzcuarosees bis auf 9° C abkühlen kann. Die bis zu 1500 Eier werden in Wasserpflanzen oder auf Steinen abgelegt bzw. angeklebt. Die Eier werden von den Elterntieren sofort nach dem Ablaichen ihrem Schicksal überlassen.

## Verwendung
Die Art wurde in letzter Zeit häufiger als Forschungsobjekt benutzt, um Vergleichswerte zum weiter verbreiteten Axolotl zu erhalten. Dumerils Querzahnmolche können mit Axolotl hybridisieren. Sie werden in der Wissenschaft häufig zu Mitochondrien-Studien herangezogen.
In seiner Heimat wurde der Molch auch als Eiweißlieferant verzehrt und zu Hustensaft verarbeitet.

## Gefährdung
Dumerils Querzahnmolch wurde über Jahrzehnte von Fischern ausgebeutet. Es wird von Fangquoten von 19 Tonnen im Jahr 1987, 12,5 Tonnen 1988, 1,7 Tonnen 1989 und „nur“ 2 Tonnen 1991 berichtet. Seit 1991 sind die Fangquoten nahezu nicht mehr erfassbar. Der See mit 126,4 km² Wasseroberfläche wird durch die ungeklärten Abwässer der Stadt stark belastet und eutrophiert zunehmend. Außerdem wurden invasive Fischarten, zum Beispiel Tilapia-Arten, in den See eingesetzt. Diese räuberischen Arten haben den Bestand weitgehend dezimiert und Dumerils Querzahnmolch gehört heute zu den am stärksten vom Aussterben bedrohten Arten.
Er wird von der IUCN (International Union for Conservation of Nature) als „vom Aussterben bedroht“ eingestuft. Zusätzlich ist er auf CITES (Convention on International Trade in Endangered Species of Wild Flora and Fauna) in Anhang II eingetragen.